# Бардаи
Бардаи е малък град и оазис в най-северната част на Чад. Това е главният град в Тибести, един от четирите департамента на региона Борку-Енеди-Тибести. Населението на града е 2854 жители (по данни от 2009 г.).
Бардаи става известен за света през 1974, когато бунтовническа група, водена от Хисен Хабре атакува града и пленява френския археолог Франсоазь Клаустрь и други двама европейски граждани.